# James Fowler
James Fowler (Stirling, 26 oktober 1980) is een Schotse voetballer (defensieve middenvelder) die sinds 1997 voor de Schotse eersteklasser Kilmarnock FC uitkomt. Hij speelt al zijn hele profcarrière voor Kilmarnock.
Fowler speelde in februari 2007 een wedstrijd voor Schotland B tegen Finland (2-2). Deze wedstrijd werd gespeeld in Rugby Park, het stadion van Kilmarnock. Fowler speelde in 2000 ook twee wedstrijden voor de Schotse U-21.